# Fred Oliveri
Pour les articles homonymes, voir Oliveri (homonymie).
Fred Oliveri ou Alfredo Oliveri, né le 9 mai 1905 à Marseille et mort le 31 juillet 2005 dans le 12e arrondissement de Marseille, est un coureur cycliste et directeur sportif français d'origine italienne. Il était le neveu de Giuseppe Oliveri, lui-même coureur cycliste professionnel.

## Biographie
Débutant comme coureur en 1924, Fred Oliveri remporte le Grand Prix de Nice en 1925. Il devient ensuite l'équipier d'Alfredo Binda au sein de l'Équipe cycliste Legnano, mais ne disputera jamais le Tour de France, malgré les sollicitations d'Henri Desgranges. Il met un terme à sa carrière professionnelle en 1932, à la suite d'une fracture de la cheville. Après la deuxième guerre mondiale, il devient directeur sportif chez France-Sport, dirigeant notamment René Vietto, Édouard Fachleitner, Jean Dotto ou Apo Lazaridès. Il dirige également à plusieurs reprises les équipes de France sur les Tours d'Italie et d'Espagne dans les années 1950. Proche de Fausto Coppi, il quitte définitivement le monde du cyclisme en 1960, après le décès de ce dernier. Devenu centenaire en 2005, il était, à sa mort, le doyen des anciens coureurs cyclistes professionnels.

## Palmarès
- 1925
  - Grand Prix de Nice
- 1927
  - Toulon-Nice
  - 3e du Grand Prix d'Antibes